# Wolfgang Berke
Wolfgang Berke (* 26. Januar 1954 in Wanne-Eickel) ist ein deutscher Journalist und Buchautor.

## Leben
Berke wuchs in Wanne-Eickel im Stadtteil Röhlinghausen auf und absolvierte am dortigen Jungengymnasium (heute Gymnasium Eickel) das Abitur. Anschließend studierte er an der Ruhr-Universität Bochum Sozialwissenschaften und schloss mit Diplom ab. Danach arbeitete er zuerst in der Jugend- und Erwachsenenbildung, wechselte 1980 aber in den Journalismus. Zunächst war er als freier Mitarbeiter für die Westdeutsche Allgemeine Zeitung, das Jugendprogramm des WDR Fernsehens sowie Guckloch, den Vorläufer des Magazins Prinz, tätig. Seine weiteren journalistischen Stationen waren Redakteur bei der WAZ, Redaktionsleiter des Magazins Prinz sowie Ressortleiter Kommunikation beim Industrie-Verband Motorrad. Seit 2001 betreibt er erst in Bochum und inzwischen in Herne ein eigenes Medienbüro. Berke ist Verfasser zahlreicher Sachbücher über das Ruhrgebiet und dessen regionale Geschichte. Darüber hinaus hat er zahlreiche Reiseführer, Fahrrad- und Motorradführer geschrieben.

## Trivia
Wolfgang Berke war von 1982 bis 1986 und ist seit 2018 Mitglied der Rockband Herne 3. Er spielt Bass und ist als Autor und Koautor an vielen Stücken der Band beteiligt.
Während des Jahres 2002 war Berke der erste deutschsprachige Autor, der ein Buch zuerst im Internet veröffentlichte: Wanne Eickel – Das Buch der Stadt erschien auf der Internetpräsenz wanne-eickel.de, die Berke seither betreibt, und wurde dann erst als Buch veröffentlicht.

## Publikationen
- mit Ursula Herrmann: Unsere 50er Jahre – Das Rätselbuch: Raten & Erinnern. Wartberg Verlag, Gudensberg 2019, ISBN 978-3-8313-2710-2.
- mit Ursula Herrmann: Unsere 60er Jahre – Das Rätselbuch: Raten & Erinnern. Wartberg Verlag, Gudensberg 2019, ISBN 978-3-8313-2711-9.
- mit Ursula Herrmann: Unsere 70er Jahre – Das Rätselbuch: Raten & Erinnern. Wartberg Verlag, Gudensberg 2019, ISBN 978-3-8313-2712-6.
- mit Ursula Herrmann: Unsere 80er Jahre – Das Rätselbuch: Raten & Erinnern. Wartberg Verlag, Gudensberg 2019, ISBN 978-3-8313-2713-3.
- Damals in Wanne-Eickel – Die Jahre der Großstadt. Neuer Verlag, Bochum 2018, ISBN 978-3-9811572-9-1.
- Echt jetzt?! Die wirklich wahren Geheimnisse des Ruhrgebiets. Klartext Verlag, Essen 2018, ISBN 978-3-8375-1900-6.
- Ruhrgebiet kurz und gut! Klartext Verlag, Essen 2017, ISBN 978-3-8375-1613-5.
- Radfahren und Genießen – Ruhrgebiet. Klartext Verlag, Essen 2015, ISBN 978-3-8375-0730-0.
- mit Wolfgang Quickels: Auf Crange! – Das Buch zur Kirmes. Klartext Verlag, Essen 2014, ISBN 978-3-8375-1125-3.
- Wattenscheid – wie es gestern war. Klartext Verlag, Essen 2014, ISBN 978-3-8375-1193-2.
- mit Michael Farrenkopf, Wolfgang Grubert und Stefan Przigoda: Auf Zeche – Entdecken, Erleben, Erinnern. Klartext Verlag, Essen 2013, ISBN 978-3-8375-0738-6.
- Der große Fahrrad Tourenatlas Ruhrgebiet. Klartext Verlag, Essen 2013, ISBN 978-3-8375-0910-6.
- Smartbook – Ruhrgebiet für Fortgeschrittene. Klartext Verlag, Essen 2012, ISBN 978-3-8375-0558-0.
- mit Uwe Hirschmann: Schönes NRW – Traumtouren für Cabrios und Roadster. Klartext Verlag, Essen 2012, ISBN 978-3-8375-0309-8.
- mit Jan Zweyer: Echt kriminell – Die spektakulären Fälle aus dem Ruhrgebiet. Klartext Verlag, Essen 2012, ISBN 978-3-8375-0705-8.
- Sichtwechsel Bochum – Das Album zur Stadt (Hg.) Ruhrgebiet Verlag, Bochum 2011, ISBN 978-3-9811572-1-5.
- Oben. Haldenlandschaft Ruhrgebiet. mit Fotos von Manfred Vollmer. Klartext Verlag, Essen 2010, ISBN 978-3-8375-0411-8.
- Bilderbuch Ruhr. Faszination Industriekultur – Neues Leben in alten Buden. zweisprachig Deutsch/Englisch, mit Fotos von Manfred Vollmer. Klartext Verlag, Essen 2010, ISBN 978-3-89861-639-3.
- Über alle Berge. Der definitive Haldenführer Ruhrgebiet. Klartext Verlag, Essen 2009, ISBN 978-3-8375-0170-4.
- Schönes Münsterland. Radwanderführer „Historische Stadtkerne“. Klartext Verlag, Essen 2009, ISBN 978-3-89861-957-8.
- Ruhrgebiet. In Echt! zweisprachig Deutsch/Englisch, mit Fotos von Manfred Vollmer. Klartext Verlag, Essen 2009, ISBN 978-3-89861-991-2.
- Grüne Route Ruhr. Der Fahrradführer Ruhrgebiet. Klartext Verlag, Essen 2008, ISBN 978-3-89861-992-9.
- Wo liegt eigentlich Wanne-Eickel? Ruhrgebiet Verlag, Bochum 2007, ISBN 978-3-9811572-0-8.
- mit Uwe Hirschmann: Erlebnis Motorrad Hamburg und der Norden. Für Fahrerinnen und Fahrer im Raum Hamburg und Norddeutschland. Klartext Verlag, Essen 2007, ISBN 978-3-89861-824-3.
- mit Uwe Hirschmann: Erlebnis Motorrad Ruhrgebiet und Westfalen. Klartext Verlag, Essen 2006, ISBN 3-89861-574-X.
- Erlebnis Motorrad Stuttgart. (mit Nicolas Streblow), Klartext Verlag, Essen 2006, ISBN 3-89861-573-1.
- Nacht über Wanne-Eickel. Tagebuch einer Stadt. Klartext Verlag, Essen 2005, ISBN 3-89861-474-3.
- Familienführer Ruhrgebiet. Klartext Verlag, Essen 2005, ISBN 3-89861-446-8.
- Wanne-Eickel – das zweite Buch zur Stadt. Noch mehr Mythen, Kult und Rekorde: Die Zeitreise geht weiter. Klartext Verlag, Essen 2005, ISBN 3-89861-447-6 (Digitalisat)
- mit Uwe Hirschmann: Erlebnis Motorrad: Rheinland. Klartext Verlag, Essen 2004, ISBN 3-89861-350-X.
- Radfahren und Entdecken! Ruhrgebiet. Klartext Verlag, Essen 2003, ISBN 3-89861-254-6.
- mit Uwe Hirschmann: Erlebnis Motorrad für Fahrerinnen und Fahrer im Ruhrgebiet. Klartext Verlag, Essen 2003, ISBN 3-89861-183-3.
- Das Buch zur Stadt Wanne-Eickel. Mythen, Kult, Rekorde: Eine Zeitreise durchs Herz des Ruhrgebiets. Klartext Verlag, Essen 2002, ISBN 3-89861-122-1. (Digitalisat)
- mit Uwe Knüpfer (Hrsg.): Der 11. September: Die Täter. Die Opfer. Die Folgen. Klartext Verlag, Essen 2001, ISBN 3-89861-067-5.
- Gran Canaria: Infos & Tipps zu Land und Leuten. B&W Litera-Tour, 2000, ISBN 3-932901-12-6.
- Lanzarote: Infos & Tipps zu Land und Leuten. B&W Litera-Tour, 2000, ISBN 3-932901-11-8.
- Fuerteventura: Infos & Tipps zu Land und Leuten. B&W Litera-Tour, 2000, ISBN 3-932901-10-X.
- Algarve: Infos & Tipps zu Land und Leuten. B&W Litera-Tour, 1999, ISBN 3-932901-09-6.
- Teneriffa: Infos & Tipps zu Land und Leuten. B&W Litera-Tour, 1999, ISBN 3-932901-08-8.
- Mallorca: Infos & Tipps zu Land und Leuten. B&W Litera-Tour, 1998, ISBN 3-932901-00-2.

## Langspielplatten(mit HERNE 3)
- …na los! Polydor 1983.
- Gute Unterhaltung. Polydor 1983.
- Nimm mich mit. Polydor 1985.